# Bodian Massa
Bodian Massa, né le 21 octobre 1997 à Marseille dans les Bouches-du-Rhône, est un joueur français de basket-ball évoluant au poste de pivot.

## Biographie

### Débuts dans le basket-ball
Bodian Massa naît à Marseille mais grandit ensuite à Paris. Revenu à Marseille pour ses études, il commence le basket-ball en club sur le tard en 2013 dans le club de l'ES Pennes-Mirabeau se situant en métropole d'Aix-Marseille-Provence. 

### Formation et débuts professionnels au Fos Provence Basket (2014-2022)
Un an plus tard, il intègre les équipes jeunes du Fos Provence Basket. Il joue sa première minute en professionnel le 3 mars 2017 contre la JA Vichy-Clermont. La saison suivante, il dispute six matchs avec l'équipe professionnelle en Pro B tout en continuant à performer avec l'équipe réserve en NM3 (16 points de moyenne). À l'été 2018, il signe son premier contrat professionnel d'une durée de quatre saisons avec Fos Provence Basket. Il est prêté dans la foulée au Saint-Chamond Basket. À la suite d'une saison réussie dans la Loire, il revient dans les Bouches-du-Rhône. Après deux saisons en Pro B avec Fos et un titre de champion de Pro B à la clé en 2020-2021, il accède à la Betclic Élite en 2021-2022. Il dispute les 34 matchs de saison régulière tout en performant individuellement (9,5 points et 7,2 rebonds de moyenne).

### SIG Strasbourg (2022-2023)
Le 1er juin 2022, il signe pour trois saisons à la SIG Strasbourg. Massa réalise une bonne saison (7,8 points et 7 rebonds de moyenne) ce qui lui vaut de rejoindre l'équipe de France.

### Jeunesse laïque de Bourg-en-Bresse (2023-2024)
En juin 2023, Massa rejoint la Jeunesse laïque de Bourg-en-Bresse, en première division française, avec laquelle il s'engage pour deux saisons.

### Bàsquet Manresa (2024-2025)
Le 21 juin 2024, il quitte la France pour le Bàsquet Manresa, club évoluant dans le championnat espagnol.

### ASVEL Lyon-Villeurbanne (depuis 2025)
En juillet 2025, Massa retourne au France, à l'ASVEL Lyon-Villeurbanne, club qui participe à l'Euroligue 2025-2026.

### Équipe de France
En novembre 2022, il participe à sa première convocation en équipe de France. Néanmoins, tout comme Malcolm Cazalon, il n'est pas sélectionné pour être présent sur les feuilles de match des rencontres face à la Lituanie et la Bosnie-Herzégovine.
En janvier 2023, il est à nouveau convoqué en équipe de France pour préparer les deux dernières rencontres de qualification à la Coupe du monde 2023 qui se déroulent en février 2023.

## Palmarès et distinctions individuelles

### En club
Fos Provence Basket :
- Vainqueur de la Leaders Cup de Pro B en 2020-2021
- Champion de Pro B en 2020-2021
- Sélection pour le All-Star Game LNB 2021